# The Pretty Reckless
A The Pretty Reckless amerikai hard rock, post-grunge, alternatívrock-együttes. 2009-ben alakultak meg New Yorkban. A zenekar egyetlen eredeti tagja Taylor Momsen énekesnő, aki színésznőként is tevékenykedik. Rajta kívül további tagok: Jamie Perkins, Ben Phillips és Mark Damon. Volt tagok: Nick Carbone, Matt Chiarelli és John Secolo. Magyarországon is népszerűnek számít a zenekar az alternatív rock műfaj kedvelőinek körében. Ennek ellenére eddig mindössze egyszer léptek fel nálunk, a 2017-es Sziget Fesztiválon, az A38 Színpadon. 2016 év végén magyar Pretty Reckless tribute band is alakult, Late Night Sex néven.

## Története
Mielőtt megalakította volna a zenekart, Taylor Momsen színésznő volt, akit leginkább "A Grincs" és a "Gossip Girl - A pletykafészek" című filmekből és sorozatokból lehetett ismerni. Eredetileg The Reckless néven alapították, de jogi problémák miatt változtatni kellett rajta. Első koncertjüket 2009. május 5-én adták New York-ban. Az eredeti felállásban Momsen mellett John Secolo gitározott, Matt Chiarelli volt a basszusgitáros, Nick Carbone pedig a dobos. Rögzítettek pár demót, és a The Veronicas előzenekara voltak. Körülbelül kétéves keresés után találta meg Momsen Kato Khandwala producert, akivel együtt tudtak dolgozni. Ő mutatta be neki Ben Phillips gitárost, és ők hárman kezdtek el együtt dalokat írni. Ekkorra állt össze az új felállás, ahol Jamie Perkins dobolt és Mark Damon basszusgitározott. 
Első daluk, a "Make Me Wanna Die" még 2009-ben került kiadásra, ami bekerült a 2010-ben megjelent Ha/Ver című filmbe is, melynek stáblistája alatt szólt. Az Interscope Records-szal való szerződéskötés után 2010 júniusában náluk jelent meg az első EP-jük, egyszerűen csak "The Pretty Reckless" címmel, amely vegyes fogadtatásra lelt. A dalok felkerültek az az év augusztusában megjelent "Light Me Up" című első nagylemezükre is, melyet a "Make Me Wanna Die" mellett a "Miss Nothing" című kislemezzel vezettek fel. Ezután 2010-ben az Evanescence, 2011-ben pedig a Guns N' Roses előzenekara voltak az észak-amerikai turnéik során.
2012-ben kiadták "Hit Me Like A Man" című második EP-jüket, annak felvezetéseképpen pedig még az első lemezről adtak ki két kislemezt: ez volt a "You" és a "My Medicine". A dalokat az ebben az évben induló My Medicine Tour során is játszották. "Only You" című daluk bónuszdalként felkerült a "Frankenweenie" című film soundtrack-albumára, a "Kill Me" pedig a "Gossip Girl - A pletykafészek" záró epizódjában szólt.
2013-ban jelent meg "Going To Hell" című számuk, amely a 2014-ben megjelenő azonos című lemezük előfutára volt. Ez már a Razor & Tie kiadó gondozásában jelent meg, és jól teljesített: az amerikai lemezeladási lista ötödik helyéig jutott. Miután a "Heaven Knows" és a "Messed Up World (F'd Up World)" című kislemezük is felkerült az amerikai mainstream rock lista élére, ők lettek a második olyan zenekar, amely képes erre, amelyiknek női frontembere van.
Harmadik lemezük, a "Who You Selling For" 2016-ban jelent meg, amelyet egy turnén népszerűsítettek. Ehhez kapcsolódóan adták ki a "Take Me Down"n című kislemezt, majd az "Oh My God"-ot. 2017. május 17-én a Soundgarden előzenekara voltak Detroitban, amely Chris Cornell utolsó koncertje volt az öngyilkossága előtt. Halála mélyen megrendítette Momsent, akivel közeli jóbarátok voltak. 2018-ban ráadásul motorbalesetben meghalt Kato Khandwala producer is.
A zenekar negyedik lemeze, a "Death By Rock and Roll" 2021-ben jelent meg a Fearless kiadó gondozásában, amit az azonos című dallal, a "Broomsticks"-szel, és az "And So It Went"-tel vezettek fel. 2022-ben megjelent "Other Worlds" című válogatáslemezük, régi számaik újrafelvett változataival és feldolgozásokkal.

## Diszkográfia
Stúdióalbumok
- Light Me Up (2010)
- Going to Hell (2014)
- Who You Selling For (2016)
- Death by Rock and Roll (2021)

Egyéb kiadványok
- The Pretty Reckless EP (2010)
- Hit Me Like a Man EP (2012)

## Forráshivatkozások
1. ↑  Taylor Momsen not keen on band name (brit angol nyelven). Digital Spy, 2010. május 17. (Hozzáférés: 2025. július 24.)
2. ↑  „Taylor Momsen, aka "Little J", And Her Band "The Pretty Reckless" Rock Out At The Annex”, Guestofaguest. [2011. július 11-i dátummal az eredetiből archiválva] (Hozzáférés: 2025. július 24.)
3. ↑  Dirty Pretty Thing: Taylor Momsen - Music  - Interview Magazine. www.interviewmagazine.com. [2011. augusztus 10-i dátummal az eredetiből archiválva]. (Hozzáférés: 2025. július 24.)
4. ↑  Rolling Stone Music | Album Reviews. rollingstone.com. [2012. július 1-i dátummal az eredetiből archiválva]. (Hozzáférés: 2025. július 24.)
5. ↑  Taylor Momsen Calls Opening For Evanescence 'Surreal' - Music, Celebrity, Artist News | MTV (angol nyelven). www.mtv.com. [2011. október 20-i dátummal az eredetiből archiválva]. (Hozzáférés: 2025. július 24.)
6. ↑  Robinson, Joe RobinsonJoe: Guns N' Roses Tap 'Gossip Girl' Taylor Momsen As Tour Opener (angol nyelven). Ultimate Classic Rock, 2011. november 30. (Hozzáférés: 2025. július 24.)
7. ↑  The Pretty Reckless: 'Hit Me Like A Man' - EP review (brit angol nyelven). Digital Spy, 2012. március 7. (Hozzáférés: 2025. július 24.)
8. ↑  Jagernauth, Kevin. „‘Frankenweenie’ Soundtrack Features New Song By Karen O Along With Tunes From Robert Smith, Winona Ryder, Passion Pit & More”, IndieWire, 2012. augusztus 10.. [2020. szeptember 21-i dátummal az eredetiből archiválva] (Hozzáférés: 2025. július 24.) (amerikai angol nyelvű)
9. ↑  Gossip Girl Pays Homage To Sex And The City: The Music Behind The Finale!  | PerezHilton.com. perezhilton.com. [2012. december 30-i dátummal az eredetiből archiválva]. (Hozzáférés: 2025. július 24.)
10. ↑  Crane, Matt: The Pretty Reckless sign to Razor & Tie (amerikai angol nyelven). Alternative Press Magazine. (Hozzáférés: 2025. július 24.)
11. ↑  Caulfield, Keith: ‘Frozen’ Earns Its Biggest Sales Week Yet, Tops Billboard 200 a Seventh Time (amerikai angol nyelven). Billboard, 2014. március 26. (Hozzáférés: 2025. július 24.)
12. ↑  Blabbermouth: PRETTY RECKLESS Becomes First Female-Fronted Band To Reach No. 1 With First Two Hits (angol nyelven). BLABBERMOUTH.NET, 2014. szeptember 5. (Hozzáférés: 2025. július 24.)
13. ↑  Blabbermouth: THE PRETTY RECKLESS Pays Tribute To CHRIS CORNELL With 'Like A Stone' Performance In Camden (Video) (angol nyelven). BLABBERMOUTH.NET, 2017. május 21. (Hozzáférés: 2025. július 24.)
14. ↑  Newman, Melinda: Producer Kato Khandwala Dies at 47 Following Motorcycle Accident (amerikai angol nyelven). Billboard, 2018. május 10. (Hozzáférés: 2025. július 24.)
15. ↑  The Pretty Reckless recruit Tom Morello for explosive new single, And… (angol nyelven). Kerrang!, 2021. január 8. (Hozzáférés: 2025. július 24.)
16. ↑  Blabbermouth: THE PRETTY RECKLESS Has 'Stepped Foot Into A Studio' To Begin Work On New Album (angol nyelven). BLABBERMOUTH.NET, 2023. május 30. (Hozzáférés: 2025. július 24.)